# Luisa D'Oliveira
Luisa D'Oliveira (Vancouver, 6 ottobre 1986) è un'attrice canadese, nota per aver interpretato il ruolo di Emori in The 100.

## Biografia
Nata a Vancouver, D'Oliveira ha iniziato a recitare in alcuni film scolastici. È conosciuta principalmente per aver recitato nella serie televisiva The 100 e nel film Percy Jackson e gli dei dell'Olimpo - Il ladro di fulmini.

## Filmografia

### Cinema
- The Break-Up Artist, regia di Steve Woo (2009)
- Percy Jackson e gli dei dell'Olimpo - Il ladro di fulmini (Percy Jackson & the Olympians: The Lightning Thief), regia di Chris Columbus (2010)
- 50 e 50 (50/50), regia di Jonathan Levine (2011)
- Alvin Superstar 3 - Si salvi chi può! (Alvin and the Chipmunks: Chipwrecked), regia di Mike Mitchell (2011)
- The Package, regia di Jesse V. Johnson (2012)
- Il labirinto del Grizzly (Into the Grizzly Maze), regia di David Hackl (2015)
- The Painter, regia di Kimani Ray Smith (2024)

### Televisione
- Supernatural – serie TV, episodio 4x08 (2008)
- Una sconosciuta nell'ombra (Stranger with My Face) regia di Jeff Renfroe – film TV (2009)
- The Good Wife – serie TV, episodio 1x01 (2009)
- The Secret Circle – serie TV, episodio 1x06 (2011)
- Cracked – serie TV, 21 episodi (2013)
- Rookie Blue – serie TV, episodio 5x05 (2014)
- Motive – serie TV, 9 episodi (2015)
- The 100 – serie TV, 44 episodi (2015-2020)
- Amore in panchina (Love on the Sidelines), regia di Terry Ingram – film TV (2016)
- Channel Zero – serie TV, 6 episodi (2016)
- Supergirl – serie TV, episodi 5x04-5x05 (2019)
- The Twilight Zone – serie TV, episodio 1x09 (2019)
- Hudson & Rex – serie TV, episodio 4x07 (2021)
- Fire Country – serie TV, episodio 2x07 (2024)
- La terra sull'abisso (Earth Abides), regia di Bronwen Hughes, Rachel Leiterman e Stephen Campanelli – miniserie TV (2024)

## Doppiatrici italiane
Nelle versioni in italiano delle opere in cui ha recitato, Luisa D'Oliveira è stata doppiata da:
- Perla Liberatori in Cracked, The Painter
- Gemma Donati in Psych
- Angela Brusa in The Good Wife
- Federica De Bortoli in Motive
- Gilberta Crispino in The 100
- Sara Torresan in Supergirl
- Valentina Favazza in La terra sull'abisso
- Valentina Stredini in Fire Country